# Кинг (Северна Каролина)
Кинг (енгл. King) град је у америчкој савезној држави Северна Каролина.

## Демографија
По попису из 2010. године број становника је 6.904, што је 952 (16,0%) становника више него 2000. године.
| Група             | 2000.         | 2010.         |
| Белци             | 5.652 (95,0%) | 6.444 (93,3%) |
| Афроамериканци    | 103 (1,7%)    | 132 (1,9%)    |
| Азијати           | 34 (0,6%)     | 52 (0,8%)     |
| Хиспаноамериканци | 122 (2,0%)    | 199 (2,9%)    |
| Укупно            | 5.952         | 6.904         |